# Rio Breaza (Olt)
O Rio Breaza é um rio da Romênia afluente do Rio Olt, localizado no distrito de Braşov.